# Henry Addington
Pour les articles homonymes, voir Addington.
Henry Addington, 1er vicomte Sidmouth, membre du conseil privé, né le 30 mai 1757 à Holborn (Londres), mort le 15 février 1844 à Richmond Park (Surrey), est un homme d'État britannique. Il est Premier ministre du 17 mars 1801 au 10 mai 1804.

## Biographie
Il est le fils d'Anthony Addington, médecin de William Pitt l'Ancien, et de Mary Hiley, fille du révérend Haviland John Hiley, directeur de l'école de Reading. Du fait des fonctions de son père, il fut l'ami d'enfance de William Pitt le Jeune. Addington étudia à Winchester College et à Brasenose College (Oxford), avant d'apprendre le droit à Lincoln's Inn.
Il fut élu à la Chambre des communes en 1784 comme représentant de la circonscription de Devizes, dans le Wiltshire, et en devint le speaker en 1789. En mars 1801, après la chute de Pitt sur la question de l'émancipation des catholiques, il fut choisi pour lui succéder comme Premier ministre.
Son mandat de Premier ministre est marqué par les négociations de la paix d'Amiens, en 1802, jugée défavorable à leurs intérêts par les Britanniques. Il ne peut bientôt plus faire face aux difficultés que rencontre son gouvernement, et sa médiocre conduite de la guerre entraîne le retour au pouvoir de Pitt en 1804. Addington demeure néanmoins une figure importante du monde politique, et, l'année suivante, il est fait vicomte Sidmouth. Il entre dans le dernier cabinet de Pitt comme Lord Président du Conseil en 1806 puis comme Lord Privy Seal et Lord président dans le ministère de tous les talents de William Grenville, en 1807. En mars 1812, il retrouve ce dernier poste puis, en juin, devient ministre de l'Intérieur (« Home Secretary », en anglais). À ce poste, il s'attire les foudres de l'opposition, étant responsable, notamment, de la suspension de l'habeas corpus en 1817, du massacre de Peterloo en 1819 et du vote de six lois répressives (les « Six Acts ») le 30 décembre de la même année.
Il quitte ces fonctions en 1822, remplacé par Robert Peel, mais demeure dans le gouvernement comme ministre sans portefeuille durant deux années, s'opposant à la reconnaissance, par le Royaume-Uni, des nouvelles républiques d'Amérique du Sud. Il reste actif à la Chambre des lords durant les quelques années qui suivent. Son ultime discours, où il s'oppose à l'émancipation des catholiques, date de 1829 et son dernier vote, contre la réforme électorale, de 1832.
Il meurt à Londres le 15 février 1844, à l'âge de 86 ans. Il est enterré dans l'église paroissiale de St. Mary à Mortlake en Londres.
À l'époque où il était Premier ministre, en 1802, il avait accepté un poste honoraire de vice-président à vie de la Cour des gouverneurs du Foundling Hospital de Londres.
Il possédait une maison à Bulmershe Court, à Woodley, avant de s'installer à White Lodge, dans Richmond Park, quand il prit la tête du gouvernement. Cependant, il continua à entretenir des liens avec Woodley et la région de Reading comme commandant de la Woodley Yeomanry Cavalry et High Steward de Reading. Il fit également don à la ville de Reading de quatre acres (16 000 m2) de terrains sur l'emplacement actuel de l'hôpital royal du Berkshire. La ville a donné son nom à une rue Sidmouth et une route Addington. Un bois Sidmouth dans Richmond Park est aussi appelé après lui.

## Gouvernement d'Henry Addington, mars 1801 – mai 1804
- Henry Addington – Premier Lord au Trésor et Chancelier de l'Échiquier
- Lord Eldon – lord chancelier
- Lord Chatham – Lord Président du Conseil et Maître-général de l'Artillerie
- Lord Westmorland – Lord Privy Seal
- Le duc de Portland – Secrétaire d'État à l'Intérieur
- Lord Hawkesbury – Secrétaire d'État aux affaires étrangères
- Lord Hobart – Secrétaire d'État à la Guerre et aux Colonies
- Lord St Vincent – Premier Lord de l'Amirauté
- Lord Liverpool – Président du Bureau du commerce

Changements
- Mai 1801 – Lord Lewisham (qui devient Lord Dartmouth en juillet), le Président du Bureau de contrôle, entre au gouvernement.
- Juillet 1801 – Le duc de Portland succède à Lord Chatham comme Lord Président (Chatham restant Maître de l'Artillerie). Lord Pelham succède à Portland comme secrétaire d'État à l'Intérieur.
- Juillet 1802 – Lord Castlereagh succède à Lord Dartmouth au Bureau de contrôle.
- Août 1803 – Charles Philip Yorke succède à Lord Pelham comme secrétaire d'État à l'Intérieur.